# Заболоцкий, Константин Григорьевич
Константи́н Григо́рьевич Заболо́цкий — воевода, посол, дворецкий и окольничий в княжение Ивана III и Василия III.
Сын боярина Григория Васильевича из рода Заболоцких.

## Биография
В августе 1492 — апреле 1493 года ездил послом к крымскому хану Менгли I Гирею. Вместе с братом Алексеем (январь 1495) принимал в Москве литовское посольство. В 1495 году был в Новгороде для переговоров с немцами об освобождении заточённых Иваном III ганзейских купцов. В 1497—1498 годах первый посол на съезде на реке Нарове для переговоров о мирном договоре с Лифляндией, описывал Юрьев и также в конце XV века судил поземельные споры. В 1498 году ездил с дипломатической миссией в Литву. В 1503 году получил чин окольничего, в числе других (П. М. Плещеева, М. А. Кляпика-Еропкина), 7 мая был послан третьим послом в Литву взять с великого князя Александра присягу о соблюдении заключенного им с Москвой договора о шестилетнем перемирии. Князь Александр задержал послов и сослал их в Троки, но потом передумал, утвердил договор и освободил послов, посольство вернулось 27 августа.
В 1506 году Василий III отправил Константина Григорьевича послом в Крымское ханство удостовериться в дружбе Менгли I Гирея и взять с него присягу. Хан более года удерживал у себя Заболоцкого, напрасно требуя от великого князя, чтобы тот отпустил в Крым его пасынка, свергнутого казанского хана Абдул-Латифа.
В 1509—1510 годах ездил шестым с великим князем в Новгород Великий и Псков. В 1512 году послан воеводою к Тарусе против крымских татар в составе отряда удельного князя старицкого Андрея Ивановича. В 1513 году отправился четвёртым с великим князем в Литовский поход на Смоленск.
Умер в 1515 году.
От брака с неизвестной имел сыновей: боярина Семёна Константиновича Заболоцкого и Владимира Константиновича.